# Joe Alaskey
Joseph Francis Alaskey III,  dit Joe Alaskey, est un acteur, humoriste et imitateur américain, né le 17 avril 1952 et mort le 3 février 2016. Il a été, entre autres, les voix américaines de Bugs Bunny, de Daffy Duck et de Sylvestre le chat.

## Biographie
Joe Alaskey est né le 17 avril 1952 à Troy dans l'État de New York et mort le 3 février 2016 à Green Island dans le même État. Quand il avait trois ans, il a exprimé son intérêt pour décrire différents personnages. Quand il avait dix ans, il aimait l'archéologie. Après l'archéologie, il voulait devenir prêtre ou professeur d'anglais. Alaskey a déménagé à New York au cours des années 1970. À New York, il a travaille dans les assurances avant de passer acteur de stand-up.

## Filmographie

### Cinéma
- 1988 : Qui veut la peau de Roger Rabbit (Who Framed Roger Rabbit) de Robert Zemeckis : Yosemite Sam (voix)
- 1988 :  Le Dindon de la farce d'Anthony Perkins : Ron Douglas
- 1990 : Les Extraterrestres en balade (Spaced Invaders) de Patrick Read Johnson (en) : Dr Ziplock (voix)
- 1991 : The Honeymooners: The Lost Episodes (vidéo) : Ralph Kramden (voix)
- 1992 : Les Vacances des Tiny Toons (Tiny Toon Adventures: How I Spent My Vacation) de Rich Arons (vidéo) : Plucky Duck / Tupelo Toad (voix)
- 1993 : The Waiter : le producteur
- 1993 : Bank Robber de Nick Mead : Night Clerk 2
- 1994 : Forrest Gump de Robert Zemeckis : le Président Richard Nixon (voix)
- 1995 : Casper de Brad Silberling : Stinkie (voix)
- 1995 : Carrotblanca : Sylvester / Daffy Duck (voix)
- 1996 : Marvin the Martian in the Third Dimension : Daffy Duck / K-9 / Marvin the Martian (voix)
- 1997 : Father of the Bird : Sylvester (voix)
- 1997 : Bugs Bunny's Funky Monkeys (vidéo) (voix)
- 1997 : A Rugrats Vacation (vidéo) : Grandpa Lou Pickles
- 1998 : Les Razmoket, le film (The Rugrats Movie)  de Norton Virgien et Igor Kovaljov : Grandpa Lou Pickles (voix)
- 2000 : Titi et le Tour du monde en 80 chats (Tweety's High Flying Adventure) (vidéo) : Sylvester & Tweety (voix)
- 2000 : Les Razmokets à Paris - Le film (Rugrats in Paris: The Movie - Rugrats II) : Grandpa Lou Pickles (voix)
- 2001 : Scooby-Doo et la cybertraque (Scooby-Doo and the Cyber Chase) (vidéo) : l'officier Wembley (voix)
- 2001 : Timber Wolf (vidéo) : Thomas Timber Wolf
- 2002 : Balto II: Wolf Quest (vidéo) : Hunter / Nuk (voix)
- 2003 : Les Razmoket rencontrent les Delajungle (Rugrats Go Wild!) : Grandpa Lou (voix)
- 2003 : Looney Tunes: Reality Check (vidéo) : Bugs Bunny / Daffy Duck / Sylvester / Tweety Bird / Cecil Turtle / Beaky Buzzard (voix)
- 2003 : Looney Tunes: Stranger Than Fiction (vidéo) : Bugs Bunny / Daffy Duck / Sylvester / Sylvester Jr. / Tweety Bird / Marvin the Martian (voix)
- 2003 : Les Looney Tunes passent à l'action (Looney Tunes: Back in Action) : Bugs Bunny / Daffy Duck / Beaky Buzzard / Sylvester / Mama Bear (voix)
- 2004 : Daffy Duck for President (vidéo) : Daffy Duck / Bugs Bunny (voix)
- 2005 : Great North Pole Elf Strike : le Père Noël

### Télévision
- 1981 : Ri¢hie Ri¢h (série TV) : Baby Huey / Vincent Virus (voix)
- 1985 : Galtar et la lance d'or (Galtar and the Golden Lance) (série TV) : Additional Voices (voix)
- 1987 : D.C. Follies (série TV) : Additional Voices (voix)
- 1987 : Mighty Mouse, the New Adventures (série TV) : Sourpuss / Additional Voices (voix)
- 1987 : Loin de ce monde ("Out of This World") (série TV) : Beano Froelich (1987-1990)
- 1989 : Couch Potatoes (en) (série TV) : Announcer / Next Door Neighbor
- 1990 : Tom and Jerry Kids Show (série TV) : Additional Voices (voix)
- 1991 : Bugs Bunny's Lunar Tunes (TV) : Daffy Duck / Marvin the Martian (voix)
- 1991 : A Wish for Wings That Work (en) (TV) : Truffles / The Ducks (voix)
- 1991 : Où est Charlie? ("Where's Waldo?") (série TV) : Additional Voices (voix)
- 1991 : Retour vers le futur ("Back to the Future") (série TV) : Sheriff (voix)
- 1992 : The Plucky Duck Show (en) (série TV) : Plucky Duck / Others (voix)
- 1992 : It's a Wonderful Tiny Toons Christmas Special (TV) : Plucky Duck (voix)
- 1993 : Bonkers (série TV) : Flaps the Elephant (voix)
- 1994 : Tiny Toons Spring Break (TV) : Plucky Duck (voix)
- 1995 : Kingfish: La vie de Huey P. Long (en) (Kingfish: A Story of Huey P. Long) (TV) : Kingfish (voix)
- 1995 : Tiny Toon Adventures: Night Ghoulery (TV) : Plucky Duck and Dizzy Devil (voix)
- 1995 : Life with Louie (en) (série TV) : Additional Voices (voix)
- 1995 : The Sylvester & Tweety Mysteries (série TV) : Sylvester / Tweety (voix)
- 1996 : The Bugs n' Daffy Show (série TV) : Daffy Duck (main theme) (voix)
- 1996 : Casper (série TV) : Stinkie / Gorey Narrator (voix)
- 1996 : Project G.e.e.K.e.R. (série TV) : Additional Voices (voix)
- 1991 : Les Razmoket ("Rugrats") (série TV) : Louis Kalhern 'Grandpa' Pickles II (1998-2004) (voix)
- 2000 : King of the World (TV) : Jackie Gleason
- 2001 : The Rugrats: All Growed Up (TV) : Louis 'Grandpa' Pickles (voix)
- 2002 : Teamo Supremo (série TV) : Chief (voix)
- 2003 : Les Razbitume ("All Grown Up") (série TV) : Grandpa Lou Pickles (voix)
- 2011 : Tom et Jerry et le Magicien d'Oz (Tom and Jerry and the Wizard of Oz) (vidéo) : le Magicien d'Oz, Professeur Marvel, Butch, Droopy (voix)
- 2016 : Tom et Jerry : Retour à Oz (Tom and Jerry: Back to Oz) (vidéo) : le Magicien d'Oz, Professeur Marvel, Butch, Droopy (voix)